# Làng Xì Trum (phim hoạt hình)
Làng Xì Trum (hay còn gọi đơn giản là Xì Trum) là một bộ phim hoạt hình hài viễn tưởng Mỹ - Bỉ được phát sóng trên NBC từ 12 tháng 9 năm 1981 đến 2 tháng 12 năm 1989. Được sản xuất bởi Hanna-Barbera Productions, phim dựa trên truyện tranh Bỉ cùng tên, phim gồm 256 tập với tổng cộng 418 mẩ u truyện. Tại Việt Nam, phim được chiếu lúc 17:00 từ thứ 2 đến thứ 6 hàng tuần trên kênh HTV3 và hiện tại đang trình chiếu trên kênh YouTube mang tên Xì Trum tiếng Việt.

## Lồng tiếng

### Lồng tiếng Việt
- Tí Vua - Tất My Ly
- Tí Cô Nương - Cao Thụy Thanh Hồng
- Tí Cận - Hồ Tiến Đạt
- Tí Quạu - Ngô Minh Triết (mùa 1-mùa 3)/Huỳnh Thiện Trung (mùa 4~)
- Tí Đô - Trần Gia Trí (mùa 1-mùa 3)/Nguyễn Quang Tuyên (mùa 4~)
- Tí Tham Ăn - Lâm Quốc Tín (mùa 1-mùa 3)/Lê Nguyễn Tuấn Anh (mùa 4~)
- Tí Điệu - Trần Hoàng Sơn
- Tí Mộng Mơ - Nguyễn Anh Tuấn
- Tí nhạc sĩ - Quỳnh Giao
- Tí Phá, Tí Nông Dân, Miệng Bự - Lê Trường Tân
- Tí Vụng Về - Thái Minh Vũ
- Tí Lười - Trần Vũ
- Tí Liều  - Thanh Lộc
- Mèo Ara - Ngô Minh Triết (mùa 1-mùa 3)/Thái Minh Vũ (mùa 4~)
- Lão Gà Mên - Tạ Bá Nghị

## Âm nhạc

### Phiên bản tiếng Việt
Bài hát mở đầu và kết thúc: Bài hát Xì Trum/ Lời Việt: Cao Thụy Thanh Hồng/ Thể hiện: Hồ Tiến Đạt - Nguyễn Thụy Thùy Tiên - Lưu Ái Phương - Quỳnh Giao